# Mimeomyces decipiens
Mimeomyces decipiens är en svampart som beskrevs av Thaxt. 1912. Mimeomyces decipiens ingår i släktet Mimeomyces och familjen Laboulbeniaceae.   Inga underarter finns listade i Catalogue of Life.